# White Shoulders
Pour l’article homonyme, voir White Shoulders (film, 1931).
Pour plus de détails, voir Fiche technique et Distribution.
White Shoulders est un film américain réalisé par Tom Forman et sorti en 1922.

## Fiche technique
- Réalisation : Tom Forman
- Scénario : George Kibbe Turner, adaptation par Lois Zellner
- Production :  B. P. Schulberg, Preferred Pictures
- Photographie : Joseph Brotherton
- Durée : 6 bobines
- Date de sortie: 6 septembre 1922[1]

## Distribution
- Katherine MacDonald : Virginia Pitman
- Lillian Lawrence : Mrs. Pitman, mère de Virginia
- Tom Forman : Robert Lee Pitman
- Bryant Washburn : Cole Hawkins
- Nigel Barrie : Clayborne Gordon
- Charles K. French : Colonel Jim Singleton
- James O. Barrows : Juge Blakelock
- Richard Headrick : Little Jimmie Blakelock
- Fred Malatesta : Maurice
- Lincoln Stedman : Cupid Calvert
- William De Vaull : Uncle Enoch